# Hemon
Hemon, hay Hemiunu, là một hoàng thân và là tể tướng trong lịch sử Ai Cập cổ đại thuộc Vương triều thứ 4. Ông được cho là người đã xây dựng nên Kim tự tháp Khufu.

## Tiểu sử
Hemon là con trai của hoàng tử Nefermaat I và phu nhân Itet, tức cháu gọi pharaon Khufu là chú/bác. Ông có tất cả 14 anh chị em. Theo những dòng chữ trên mộ và bức tượng của Hemon, ông được phong các danh hiệu như "Tể tướng", "Người giữ ấn hoàng gia", "Tư tế của Bastet, "Tư tế của Thoth",... Đặc biệt là danh hiệu "Người giám sát mọi công trình của Vua", vì vậy mà ông được tin là vị kiến trúc sư đã xây dựng Kim tự tháp Khufu. Ông cũng được gọi là "Con trai của Vua từ thân thân thể của ngài" như một danh hiệu được phong tặng.
Không có nhiều thông tin về tể tướng Hemon cũng như vợ con ông, chỉ biết ông là chủ nhân của ngôi mộ mastaba G 4000, nằm ở khu nghĩa trang phía tây Kim tự tháp Khufu. Ngôi mộ đã bị hư hỏng nặng nề bởi những tên trộm mộ, nhiều viên gạch trong đống đổ nát có đánh dấu năm trị vì của Khufu.

## Tượng của Hemon

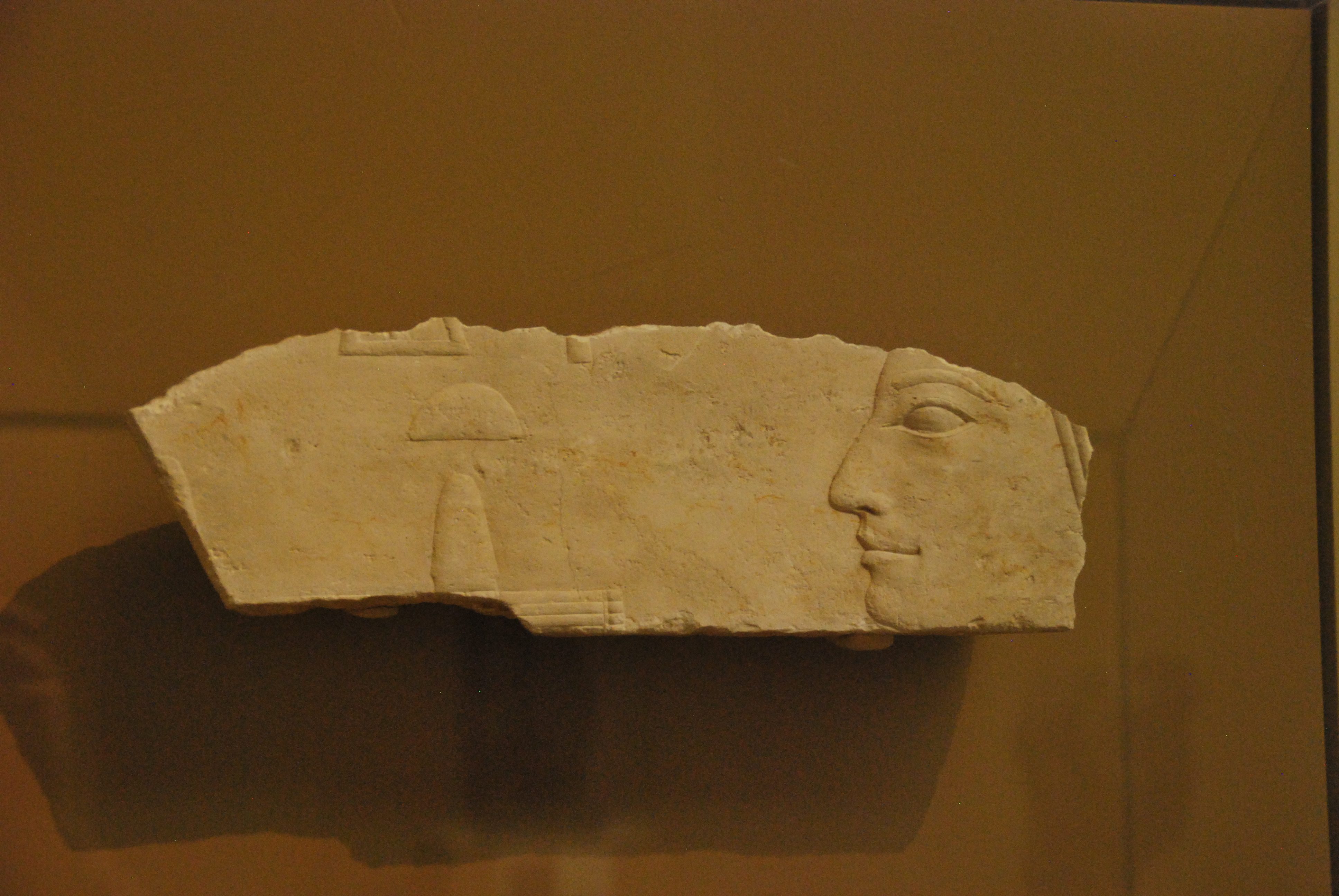
Mảnh phù điêu vỡ dùng để tạo hình cái mũi của Hemiunu

Vào năm 1912, tại căn phòng serdab (nơi đặt tượng linh hồn Ka của người đã mất), nhà khảo cổ Hermann Junker đã tìm được bức tượng đá vôi nổi tiếng của Hemon, hiện được lưu giữ tại Viện bảo tàng Roemer & Pelizaeus, Đức.
Những tên trộm mộ đã đục một lỗ trên tường phòng serdab, đủ cho một người thấp bé hay một đứa trẻ chui lọt. Tên trộm này đã chặt phần đầu tượng, đập nát phần mắt và mũi để lấy những viên đá quý khảm trên đôi mắt. Cánh tay phải của bức tượng cũng đã bị gãy, và vàng dát trên tượng cũng đã bị lấy đi. Những phần gãy vỡ và bức tượng đã được đem về bảo tàng để phục hồi. Riêng phần mũi được phục hồi dựa vào khuôn mặt của Hemon trên một mảnh phù điêu vỡ.
Cùng với tượng bán thân của hoàng tử Ankhhaf, bức tượng của Hemon được xem là một trong những tác phẩm điêu khắc chân thực nhất (không theo hình thức cách điệu), hiếm thấy trong nghệ thuật Ai Cập cổ đại. Hemon được mô tả là một người đàn ông khá béo, trái ngược với vẻ cường tráng thường thấy ở các tượng nam giới.